# Три богатыря и Конь на троне
«Три богатыря и Конь на троне» — российский полнометражный анимационный фильм студии «Мельница» и кинокомпании СТВ, одиннадцатый фильм во франшизе «Три богатыря». Режиссёрами стали Дарина Шмидт и Константин Феоктистов. Премьера мультфильма состоялась 30 декабря 2021.

## Сюжет
Князь и Юлий отправляются собирать грибы подальше от столичной суеты и верных дружинников. За светскими беседами о прелестях простой жизни и о грузе ответственности главы Киевской Руси они набредают на высаженный Бабой Ягой подменный цветок, который меняет Князя и Юлия местами. В итоге Юлий в княжеском теле оказывается во дворце, а Князя его же крепостные впрягают в плуг. Воодушевлённый конь тут же решает сделаться великим реформатором и, облагородив свою новую опочивальню свежим сеном, берётся преображать Киев, чтобы привлечь в него побольше заморских туристов с толстыми кошельками. Князь же, которого за нерадивость чуть было не пустили на колбасу, спешит в столицу, чтобы разыскать Юлия и вернуть себе свой прежний облик. Вот только Юлий не спешит расставаться с властью.

## Роли озвучивали
| Актёр                      | Роль |
| -------------------------- | --- |
| Дмитрий Высоцкий           | конь Юлий |
| Сергей Маковецкий          | Князь Киевский |
| Елизавета Боярская         | Баба Яга |
| Алиса Боярская             | Фрося |
| Олег Куликович             | Алёша Попович |
| Валерий Соловьёв           | Добрыня Никитич                                                                                                   |
| Дмитрий Быковский-Ромашов  | Илья Муромец |
| Анатолий Петров            | боярин Антипка или Антип                                                                                          |
| Мария Цветкова-Овсянникова | племянница Бабы Яги                                                                                               |
| Максим Сергеев             | Курфюрст |
| Яков Петров                | Корявый / толстый рабовладелец / полководец дружины / немецкие солдаты / высокий боярин / боярин с жёлтой бородой |
| Александр Демич            | тонкий рабовладелец / некоторые русские солдаты / стражник у покоев Князя                                         |
| Андрей Кузнецов            | Средний |
| Александр Боярский         | Худой |

## Музыка
Композитор основного саундтрека — Георгий Жеряков
- Темы Побега Князя и Бабы Яги — Михаил Тебеньков
- «Милашка Моя»

1. Музыка — Александр Боярский
2. Слова — Вадим Рымалов
3. Исполняет — Иван Пономарёв

- «Доля горькая»

1. Музыка и слова — Александр Боярский
2. Исполняют — Иван Пономарёв, Иван Чаплинский

- «Выходные»

1. Музыка — Александр Боярский
2. Слова — Олег Козырев
3. Исполнители — Александр Боярский и Ольга Тебенькова

- «Песенка Князя-Коня»

1. Музыка и слова — Александр Боярский
2. Исполняют — Сергей Маковецкий, Иван Пономарёв, Иван Чаплинский

- «Облака»

1. Музыка и слова — Александр Боярский
2. Исполняет — STEREOLYUBA

- «Где-то далеко…»

1. Музыка и слова — Александр Боярский
2. Исполняют — Алиса Боярская, Виолетта Вольская
3. Бэк-вокал — Ольга Тебенькова, STEREOLYUBA

## Рецензии и отзывы
Фильм в основном содержит положительные рецензии и отзывы от зрителей (многие зрители отметили превосходство мультфильма над прошлыми частями), в то время как Критиканство дало мультфильму 56 баллов из 100. Портал I Recommend оценил мультфильм в 3.9 звёзд из 5. По мнению критика журнала «7 Дней» Ольги Маршевой, «такой наглядной социальной критики, пусть и в мультфильме, сейчас не увидишь — и за это можно простить и вторичность, и не слишком старательную прорисовку второстепенных персонажей».